# Cys-la-Commune
Cys-la-Commune – miejscowość i gmina we Francji, w regionie Hauts-de-France, w departamencie Aisne.
Według danych na styczeń 2014 roku gminę zamieszkiwało 155 osób, a gęstość zaludnienia wynosiła 34,9 osób/km².